# Sven Martin Bjerén

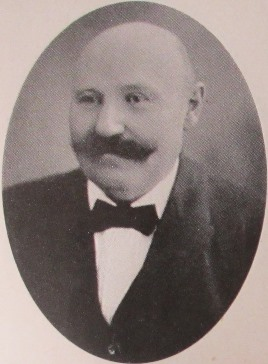
Sven Martin Bjerén.

Sven Martin Bjerén, född 8 februari 1868 i Bjäresjö församling, Malmöhus län, död 24 juni 1929 i Söderhamn, var en svensk jurist. 
Bjerén avlade studentexamen i Malmö 1886 och hovrättsexamen vid Lunds universitet 1893. Han blev e.o. notarie i Skånska hovrätten 1894, i Svea hovrätt 1898 och innehade även förordnande som domare och t.f. borgmästare innan han blev stadsfogde i Söderhamn 1900. Han blev ombudsman i Söderhamns stads Sparbank 1902, vice verkställande direktör 1910 och var verkställande direktör från 1920. Han var även verksam som advokat i Söderhamn från 1909.